# 河田裕史
河田 裕史（かわだ ひろふみ、1962年2月22日 - ）は、日本の俳優。本名同じ。別名義・武本 裕史（たけもと ゆうじ）。
北海道出身。名古屋学院高等学校卒業。エムオフィスに所属していた。
特技は、殺陣、トロンボーン、ギター、ピアノ。

## 出演

### 映画
- ファンシィダンス（1989年、大映） - 社員
- 修羅の伝説（1992年、東映）
- イルカの逢える日（1994年）
- 修羅がゆく（1995年、ナック）- 本郷組若頭補佐 小溝雅宏
- キャンプで逢いましょう（1995年、東宝）
- Morocco 横浜愚連隊物語（1996年）
- お日柄もよくご愁傷さま（1996年、ホリプロ）
- 実録新宿の顔 新宿愚連隊物語（1997年、ムービー・ブラザース） - 青久
- 実録新宿の顔2 新宿愚連隊物語（1997年、ムービー・ブラザース） - 青久
- 大安に仏滅!?（1998年、東映）
- 新・極道渡世の素敵な面々 女になった覚えはねぇ（1998年、ムービー・ブラザーズ）
- 新宿やくざ狂犬伝 一匹灯（1999年、大映）
- 惚れたらあかん 代紋の掟（1999年、アートポート）

### テレビドラマ
- 中学生日記（1976年 - 1979年、NHK）
- 今ぞ恋しき（1983年、NHK）
- 土曜ワイド劇場（テレビ朝日）
  - 牟田刑事官事件ファイル 第5作「露天風呂撮影会ツアー殺人事件」（1986年）
  - 二度狙われる女 殺人、偽装心中…（1993年）
  - 下町『いろは湯』物語（1995年）
  - ハラハラ刑事 第1作「美人OLナゾの飛び降り自殺と汚職警官の秘密計画を暴け!」（2004年）
- 教師びんびん物語II 第3話「先生、僕を信じて」（1989年、フジテレビ）
- 木曜劇場 / もう誰も愛さない 第5話「復讐の女」（1991年、フジテレビ）
- ホテルウーマン（1991年、フジテレビ）
- 金曜ドラマシアター / 女優 夏木みどりシリーズ 第4話「悪女伝説殺人事件」（1992年、フジテレビ）
- はだかの刑事（1993年、日本テレビ）
- ウルトラマンティガ 第49話「ウルトラの星」（1997年、毎日放送 / 円谷プロ） - 上原正三
- 八丁堀の七人 第3シリーズ 第6話「二度消えた死体? 嘘つき女が襲われた!」（2002年、テレビ朝日） - 仙吉
- 相棒（テレビ朝日）
  - Season1 第3話「秘密の元アイドル妻」（2002年） - 橘亭青楽の弟子
  - Season13 第1話「ファントム・アサシン」（2014年） - 富樫刑事

### 舞台
- 盟三五大切
- 希望 幕末無頼篇
- どん底
- パラダイス・オブ・ギンザ
- 欲望という名の電車

### オリジナルビデオ
- 美人囮捜査官2 尻を撫でまわしつづけられる女（1998年）
- 美人囮捜査官3 尻を撫でまわしつづけられる女（1998年）